# Näsbyparks kyrka
Näsbyparks kyrka är en kyrkobyggnad som tillhör Täby församling i Stockholms stift. Kyrkan ligger i stadsdelen Näsbypark i Täby kommun.

## Kyrkobyggnaden
Träkyrkan är en vandringskyrka uppförd efter ritningar av arkitekt Rolf Bergh och invigd 31 augusti 1980 av biskop Lars Carlzon. Kyrkan har en kvadratisk planform och täcks av ett pyramidformat tak belagt med svartmålad veckad plåt. Väggarnas fyra hörn består av glasade fönster. Under takkanten löper en smal fönsterrad. Kyrkan är sammanbyggd med en villa som används till församlingsverksamhet.
En fristående klockstapel är formgiven av Rune Monö.

## Inventarier
- Altare, dopfunt och predikstol är ritade av kyrkans arkitekt Rolf Bergh.
- Orgeln med 14 stämmor är byggd 1981 av Walter Thür Orgelbyggen i Torshälla.
- En gobeläng är utförd av Karin Walde. Framför gobelängen finns ett kors tillverkat av skulptören Olle Adrin.

## Galleri

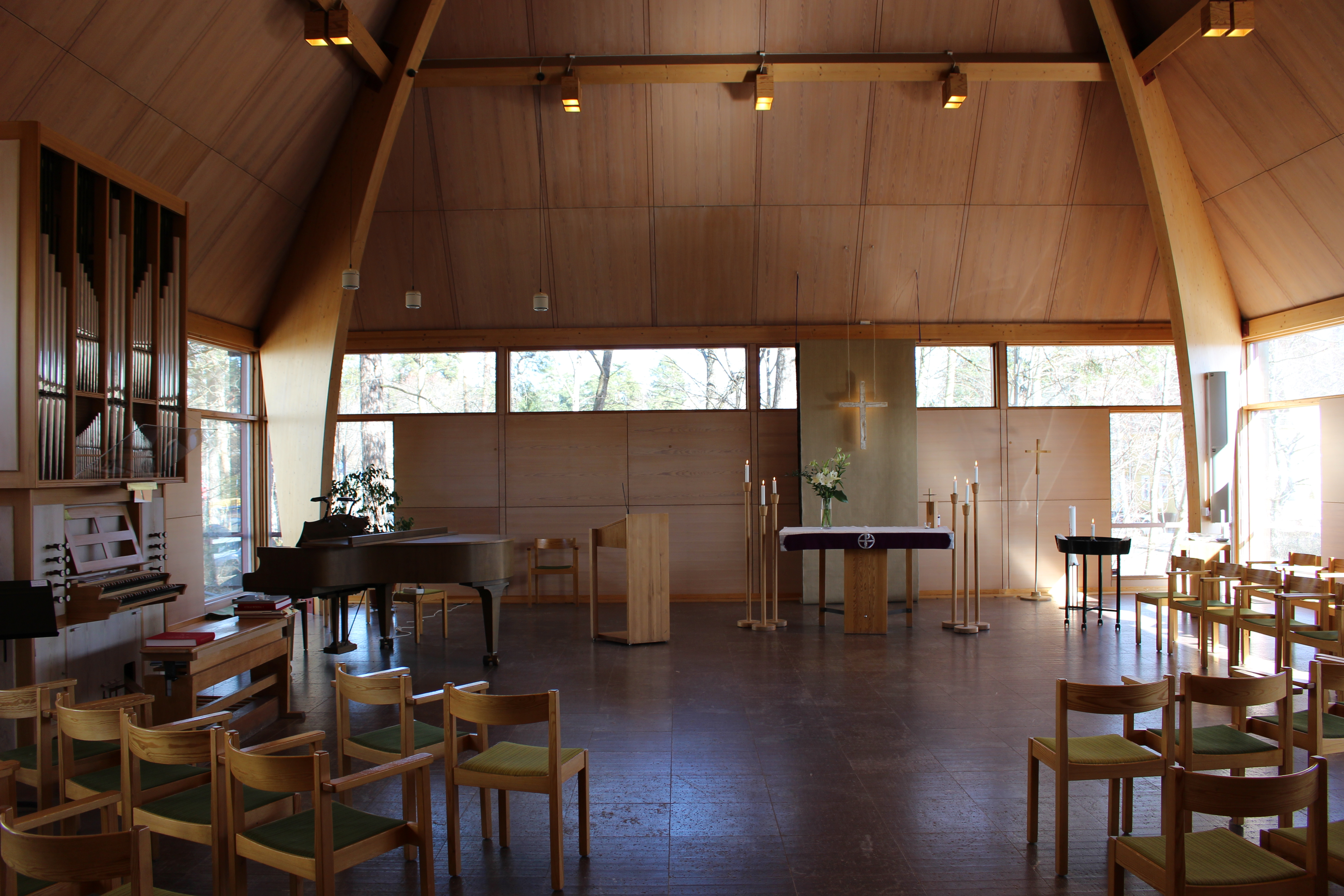
Kyrkorum
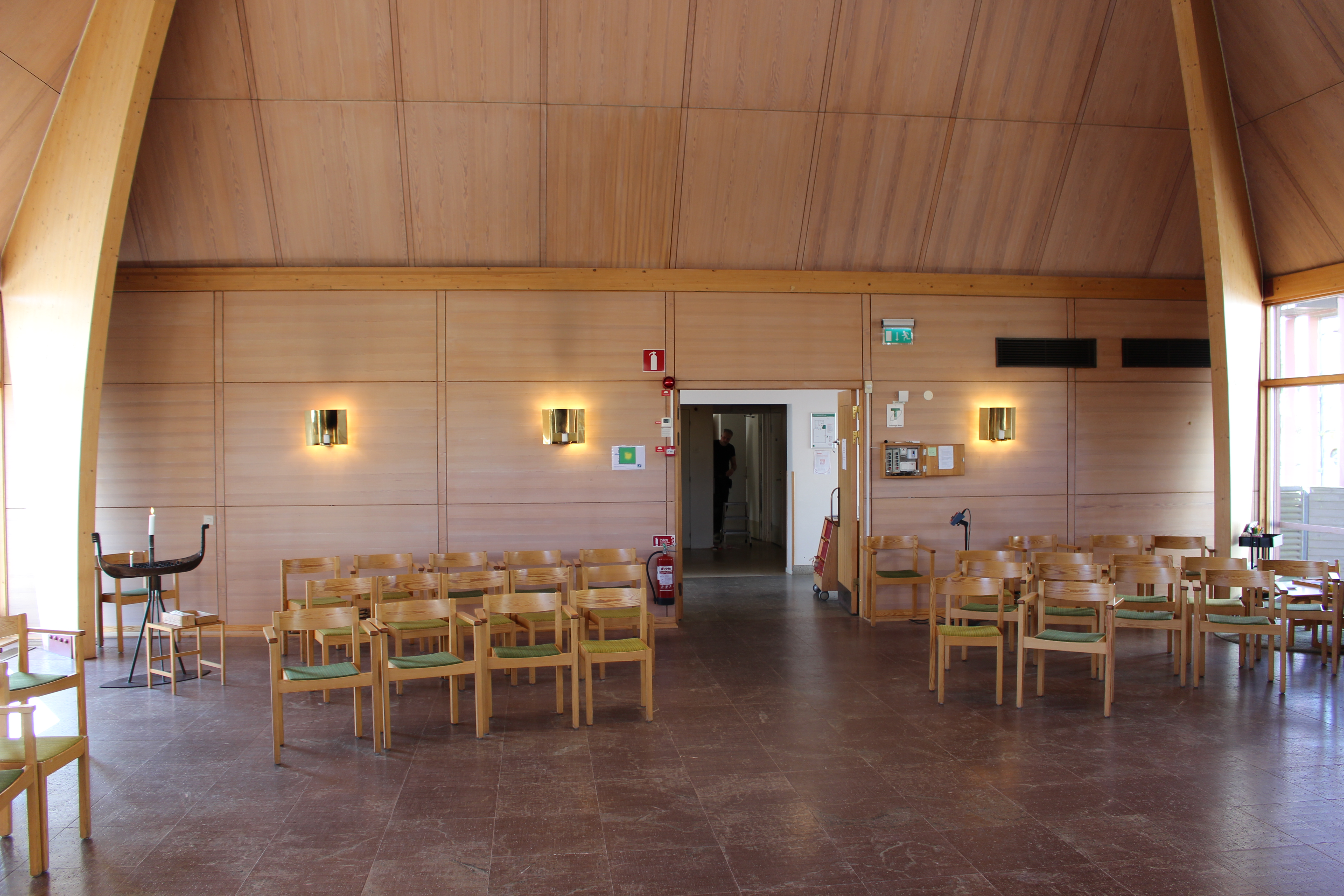
Kyrkorum mot ingången
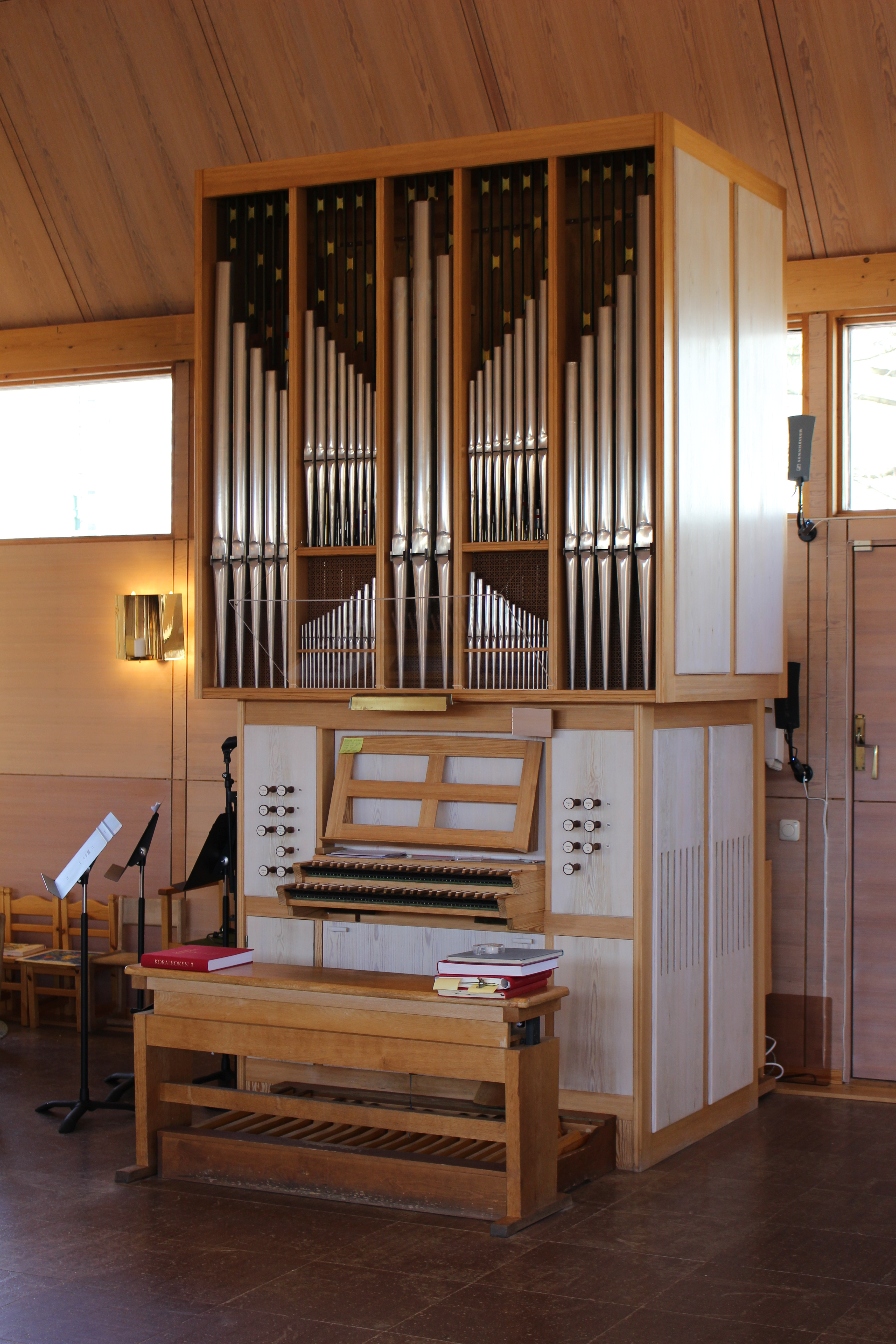
Orgel
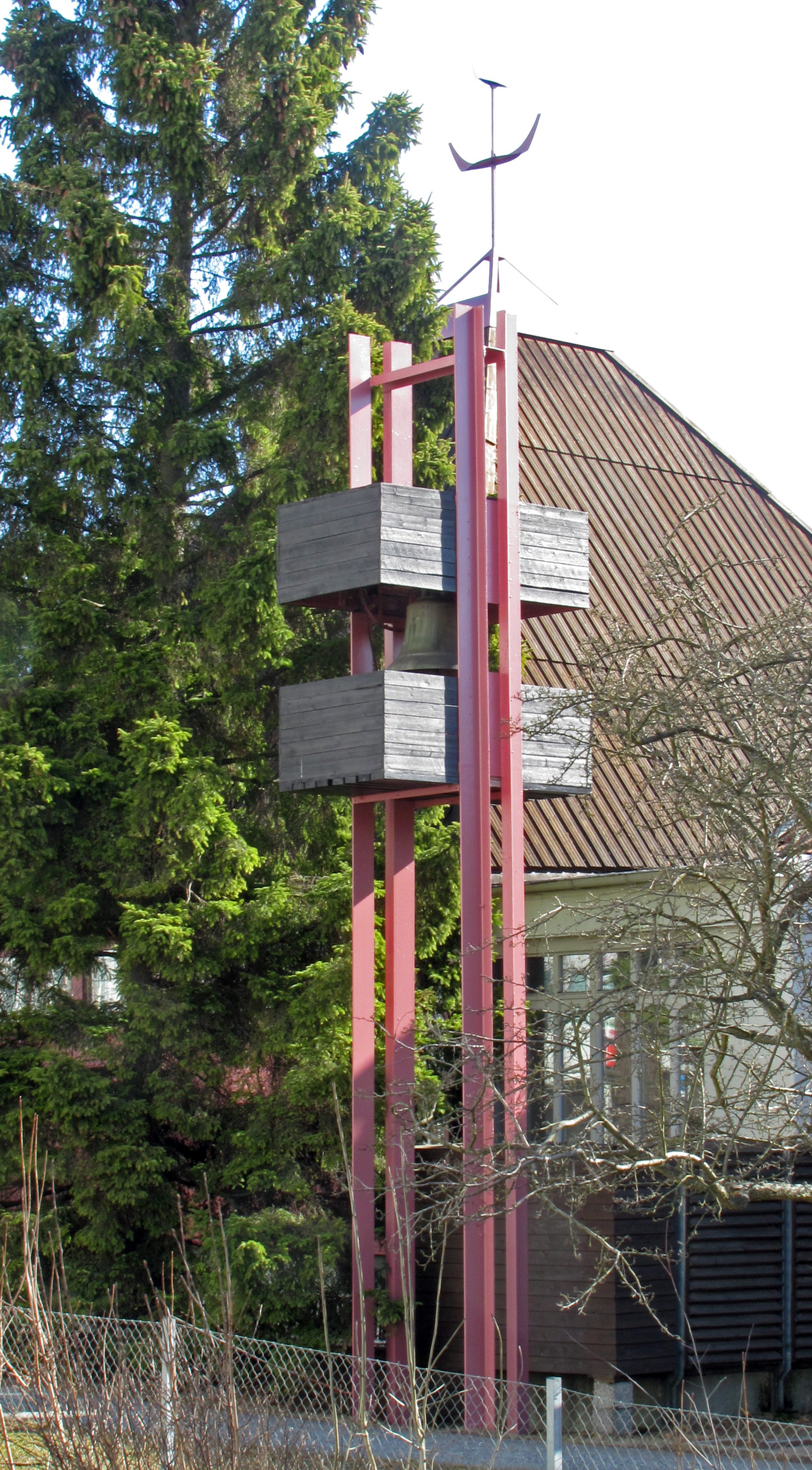
Klockstapeln
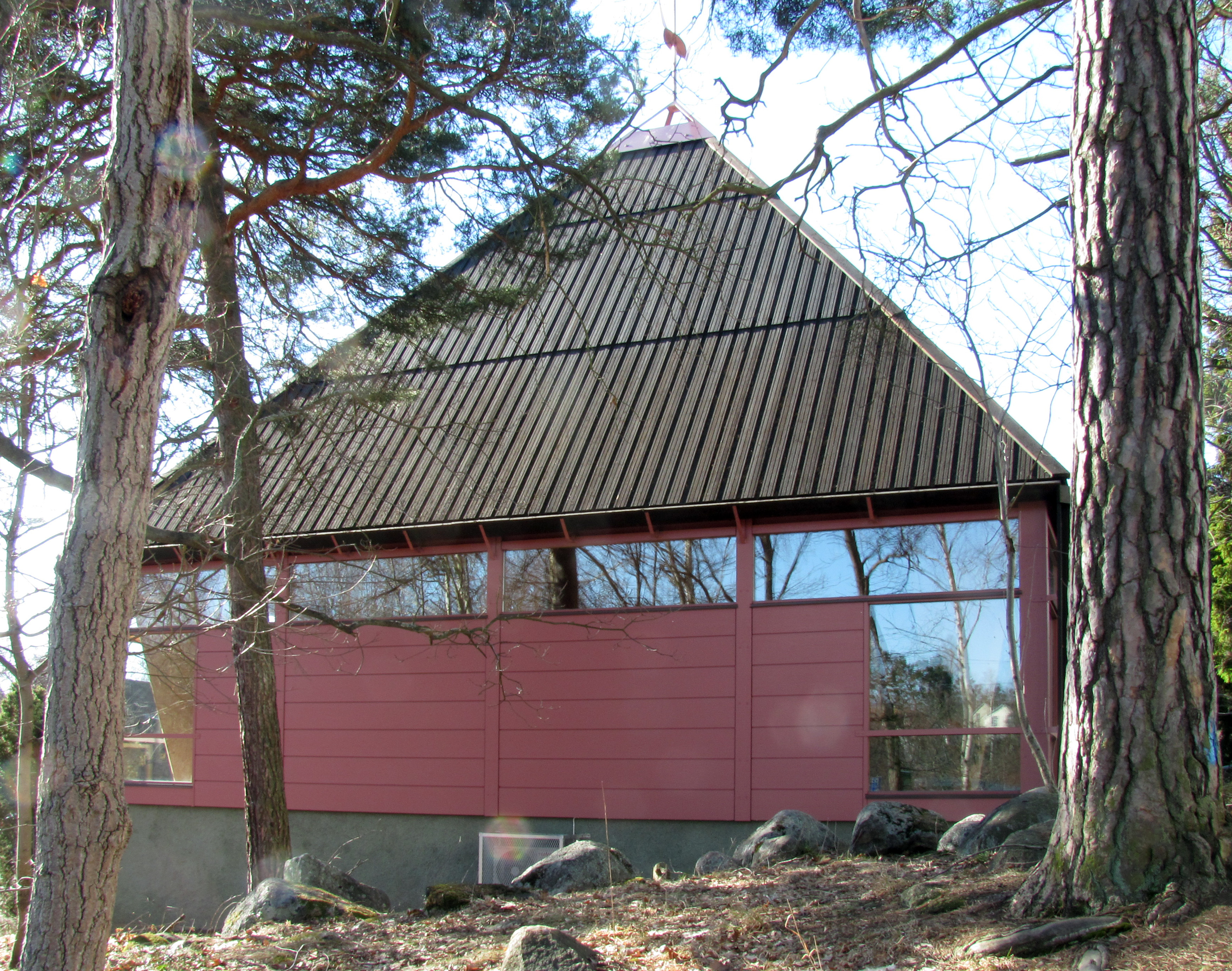
Nordöstra fasaden

### Webbkällor
- Täby församling